# Stegocintractia lidii
Stegocintractia lidii är en svampart som först beskrevs av Liro, och fick sitt nu gällande namn av M. Piepenbr. 2000. Stegocintractia lidii ingår i släktet Stegocintractia och familjen Anthracoideaceae.   Inga underarter finns listade i Catalogue of Life.